# Michael Schuller
Michael Schuller (* 4. Juni 1993 in Neuhaus am Rennweg) ist ein ehemaliger deutscher Nordischer Kombinierer.

## Werdegang
Michael Schuller wuchs im thüringischen Lauscha auf. Durch seinen Großcousin Danny Queck kam er 2006 zur Nordischen Kombination und zum Wintersportverein 1908 Lauscha. Hier wurde er von Jugendtrainer Jens Greiner-Hiero gefördert. Auf Empfehlung des WSV 08 Lauscha lernte und trainierte er am Sportgymnasium Oberhof. Er startete erfolgreich im Alpencup und ab 2010 im Continental Cup, war Deutscher Jugendmeister, Thüringer Landesmeister 2012, Sieger des DSV-Jugendpokals in der Jugendklasse 17 und nahm an drei  Jugendweltmeisterschaften teil, 2011 in Otepää (20.), 2012 in Erzurum (Bronze im Einzel- und im Teamwettkampf) und 2013 in Liberec (Mannschafts-Gold und Einzel-12.). Er erreichte in der Nationalmannschaft C-Kader-Status als Mitglied der Traingsgruppe 1a. Beim offiziellen DSV-Saison-Opening in Schwäbisch Hall am 28. Oktober 2011 wurde Michael Schuller als Newcomer des Jahres 2011 ausgezeichnet. 
Im Sommer 2014 beendete er seine aktive Karriere und konzentrierte sich auf seine Ausbildung in der Bundespolizei.

## Erfolge

### Continental-Cup-Platzierungen
| Saison  | Platz | Punkte |
| ------- | ----- | ------ |
| 2010/11 | 85.   | 21     |
| 2011/12 | 51.   | 64     |
| 2012/13 | 18.   | 229    |